# Битва при Роккасекке
Битва при Роккасекке (итал. battaglia di Roccasecca) — сражение между армиями Людовика II Анжуйского и короля Неаполя Владислава, состоявшееся 19 мая 1411 года у итальянской Роккасекки.

## Предыстория
В 1410 году герцог Анжу Людовик II повторно прибыл в Италию, освободил Рим от войск Неаполя. В мае 1411 года поместил лагерь в Чепрано и готовился к походу в это королевство, откуда был изгнан в 1399 году..
Вадислав, двигаясь из Капуи (в пути погиб один из его самых храбрых людей Кекко дель Борго), разбил лагерь в сельской местности, расположенной под Роккасеккой. Вражеский лагерь находился примерно в 1 миле от него и был отделен рекой Мелфа, притоком Лири.
Силы армий были численно почти равны, однако у Владислава были лучшие кондотьеры того времени (такие как Ардиззони да Каррара, Бетто да Липари, Конте да Каррара, Гвидантонио да Монтефельтро, Джакопо Кальдора, Манфред да Барбьяно и Обиццо да Каррара, в то время как Людовик полагался на военный опыт из Муцио Аттендоло, Браччо да Монтоне, Паоло Орсини, Никколо Пиччинино и Джентиле да Монтерано (перешёл от Владислава).

## Сражение
Бой произошел 19 мая на берегу реки Мелфа и длился от вечерни до поздней ночи.
Владислав для обмана врага приказал Джованни Караччоло и ещё шести командирам облачиться в королевские мантии. Усилиями Муцио Аттендоло анжуйское войско сделало большой обходной манёвр и сокрушило противника
Неаполитанский государь с другими беглецами в 3:00 часа ночи пешком прибыл в Роккасекку, где ему удалось получить несколько лошадей, укрыться и забаррикадироваться с ними в Сан-Джермано;. Победителям удалось взять 400 пленных, среди которых было много кондотьеров и аристократов, которые были вынуждены выкупать себя за большие суммы.

## Последствия
Несмотря на неожиданную победу, Людовик не знал, как нанести завершающий удар Неаполю, у которого было время на перегруппировку. 12 июля он вернулся в Рим, 3 августа нехватка денег и недовольство союзников вынудили его навсегда вернуться в Прованс. Владислав мог беспрепятственно продолжить кампанию по завоеванию Италии, но этому помешала преждевременная смерть 6 августа 1414 года.